# CUS Torino Volley (femminile)
Il CUS Torino Volley è una società pallavolistica femminile italiana con sede a Torino, facente parte dell'omonima polisportiva: milita nel campionato di Serie C.

## Storia
Nel 1991 viene fondato il Volleyball Club Collegno: la squadra termina le attività nel 2000, anno in cui viene fondato il CUS Torino Volley, di cui è la continuazione. La neonata società partecipa fin da subito alla Serie D e dalla stagione 2007-08 alla Serie C.
Debutta in Serie B2, a seguito della promozione, nell'stagione 2011-12: nell'annata 2013-14, dopo aver chiuso il proprio girone al secondo posto, vince i play-off promozione, venendo promossa in Serie B1.
Debutta nella terza divisione del campionato italiano nella stagione 2014-15: nell'annata 2016-17 vince i play-off promozione dopo il secondo posto nel girone A.
Nella stagione 2017-18 esordisce in Serie A2, qualificandosi, nella stessa annata, sia alla Coppa Italia di Serie A2, dove viene eliminata in semifinali, che ai play-off promozione, eliminata ai quarti di finale. Al termine del campionato 2020-21 la società rinuncia a partecipare al campionato cadetto, ripartendo dalla Serie C.